# Centre médical Ziv
Le centre médical Ziv (aussi appelé : Hôpital Rebecca Sieff) (en hébreu : המרכז הרפואי זיו) est un hôpital général à Safed, Israël, qui dessert les résidents de Safed, en Galilée et du Golan du Nord. L'hôpital de Sieff dispose de 310 lits et sert de centre régional de traumatologie en cas d'accidents, de catastrophes naturelles, d'attaques terroristes et de guerre. Il sert également d'hôpital d'enseignement associé à l'école de médecine de l'université de Bar-Ilan, également située à Safed. L'hôpital gère également un centre de soins d'urgence à Kiryat Shmona. Parmi les patients de l'hôpital, il y a des Juifs, des Musulmans, des Chrétiens et des Druzes,,.
La maternité et l'unité pédiatrique sont les principaux départements de l'hôpital. En 2007, il y a eu 2 900 naissances (en moyenne 8 naissances par jour) et 3 000 enfants sont entrés dans l'unité pédiatrique. L'unité de soins intensifs néonatals et le centre de développement de l'enfant offrent des soins médicaux pour les bébés et les enfants ainsi qu'une équipe de clowns médicaux. Le service des urgences et des accidents a aidé plus de 60 000 patients en 2007 et son unité de traumatologie a joué un rôle important dans la guerre du Liban en 2006,.
Au cours de la, l'hôpital guerre du Liban en 2006 a subi un coup direct d'une fusée qui a causé des dommages aux infrastructures et en blessant cinq patients, deux médecins et deux membres du personnel. Depuis le début de la guerre civile syrienne en janvier 2014, l'hôpital traite des citoyens syriens blessés pendant la guerre. Environ neuf millions de dollars américains ont été investis pour traiter les réfugiés syriens. Les forces de défense israéliennes et le gouvernement israélien couvrent les deux tiers du coût, tandis que l'autre tiers est couvert par l'hôpital lui-même,.
En 2014, Salman Zarka a été nommé directeur général de l'hôpital, en remplacement de son ancien directeur Oscar Embon. Zarka, né en Haute-Galilée, est le premier citoyen druze à diriger un hôpital israélien,.